# Isaac Díaz (Fußballspieler, 1990)
Isaac Alejandro Díaz Lobos (* 24. März 1990 in Fresia) ist ein chilenischer Fußballspieler auf der Position eines Stürmers.

## Karriere

### Anfänge und Profidebüt
Isaac Díaz begann mit neun Jahren Fußball zu spielen. Nach einem kurzen Aufenthalt beim CSD Colo-Colo kehrte er in seine Heimat zurück und wurde durch den Kontakt von Arturo Salah in die Jugend des CD Huachipato aufgenommen. Dort durchlief er die Nachwuchsstufen und debütierte 2009 in der ersten Mannschaft. In seinem ersten Jahr kam er auf zwei Einsätze in der Primera División.

### Leihen zu Trasandino und Naval
Zur Saison 2010 spielte Díaz bei Trasandino in der dritten Liga. Danach wechselte er zu Naval, wo er mit sieben Toren überzeugte.

### Durchbruch bei Ñublense
Zur Saison 2012 wurde Díaz an Ñublense verliehen. In der Apertura erzielte er zehn Tore in 15 Spielen und war damit einer der besten Stürmer der Liga. In der Clausura traf er weitere fünf Mal. Mit Ñublense gelang ihm nach einem Entscheidungsspiel gegen AC Barnechea, bei dem Díaz in der regulären Spielzeit beide Tore für sein Team erzielte, im Elfmeterschießen der Aufstieg in die Primera División. Anschließend wurde er zum besten Spieler der Primera B gewählt.

### Universidad de Chile (2013–2014)
Nach seinem starken Jahr unterschrieb Díaz im Dezember 2012 bei Universidad de Chile. In der Saison 2013 war er mit 24 Treffern Torschützenkönig der chilenischen Liga und erzielte zusätzlich Tore in der Copa Libertadores und Copa Sudamericana. Im Finale der Copa Chile 2012/13 erzielte er beim 2:1-Erfolg gegen Universitätsrivale CD Universidad Católica den 1:0-Führungstreffer.

### Wechsel nach Mexiko
Im Juli 2014 wechselte Díaz zum mexikanischen Verein Chiapas. Sein Debüt gab er am 9. August 2014 in einem Spiel gegen León, das Chiapas mit 3:2 gewann. In der Copa MX war er im Frühjahr 2015 mit fünf Toren erfolgreich. Im Juli 2015 wurde er an Puebla verliehen, wo er den Supercopa MX gewann, aber hauptsächlich als Ersatzspieler fungierte. Anschließend wurde er an die Cafetaleros aus der zweiten Liga verliehen. Für die Saison 2016/17 wurde er an den paraguayischen Verein Sol de América verliehen.

### Rückkehr zu Universidad de Chile
Im Juli 2017 kehrte Díaz zu „La U“ zurück. Trotz starker Leistungen in der Copa Chile 2017, darunter drei Toren in zwei Spielen gegen Audax Italiano, konnte er sich in der Ligastammelf nicht dauerhaft durchsetzen. Nach einigen Startelfeinsätzen fiel er durch unauffällige Leistungen und vergebenen Chancen auf. Höhepunkt seiner enttäuschenden Rückkehr war die 1:6-Niederlage gegen Unión La Calera, bei der er zu den schwächsten Spielern zählte. Auch in der Copa Libertadores blieb er blass. Nach der zweiten hohen Niederlage in Folge (0:7 gegen Cruzeiro) wurde Trainer Ángel Guillermo Hoyos entlassen. Anschließend kam er unter Interimstrainer Esteban Valencia und dem anschließenden Trainer Frank Kudelka zu weiteren Einsätzen, wenn Stammstürmer Mauricio Pinilla verletzt ausfiel. Mit der Rückkehr von Stürmer Ángelo Henríquez zu Universidad de Chile änderte sich die Situation für Díaz nicht zum Besseren und der oft kritisierte Stürmer wechselte zu Everton.

### Weitere Stationen in Mexiko
Bei Everton überzeugte er nicht und erzielte in 16 Partien nur ein Tor, so dass er den Klub am Ende der Saison wieder verließ und nach Mexiko zurückkehrte, wo er erneut bei den Cafetaleros in der zweiten Liga unterschrieb. Nach einem halben Jahr wechselte er als erster Neuzugang zum drei Wochen zuvor gegründeten Ligarivalen Cancún FC.

### Rückkehr nach Chile in die Primera B
Im April 2021 kehrte der Offensivakteur in sein Heimatland zurück und unterschrieb beim Zweitligisten Deportes Iquique, das einen schwachen Saisonstart hatte und bereits im Vorjahr Interesse an Díaz bekundet hatte. Iquique verpasste den Aufstieg in die Primera División mit einem Mittelfeldplatz deutlich und Díaz wechselt im März 2022 zu Deportes Copiapó. Mit seinem neuen Klub schaffte er den Aufstieg über die Play-off-Runde in die Primera División. Nachdem sich Copiapó im Debütjahr noch auf einem Nichtabstiegsplatz halten konnte, folgte 2024 der Abstieg. Díaz verließ den Klub und schloss sich den Rangers de Talca, ebenfalls Zweitligist, an.

## Erfolge
Universidad de Chile
- Copa Chile: 2012/13

Puebla
- Supercopa de México: 2014/15